# Новогеоргієвка (Казанський район)
Новогео́ргієвка (рос. Новогеоргиевка) — присілок у складі Казанського району Тюменської області, Росія.
Населення — 201 особа (2010, 229 у 2002).
Національний склад станом на 2002 рік:
- росіяни — 91 %